# Aquatunnel
Der zwischen 1961 und 1963 errichtete Aquatunnel (auch Aqua-Tunnel) in der Stadt Luxemburg verbindet das Petrusstal mit dem Pfaffenthal. Er ist 900 m lang, 4,40 m breit und 3,25 m hoch und liegt im Durchschnitt 60 m unter dem Boden der Stadt Luxemburg.

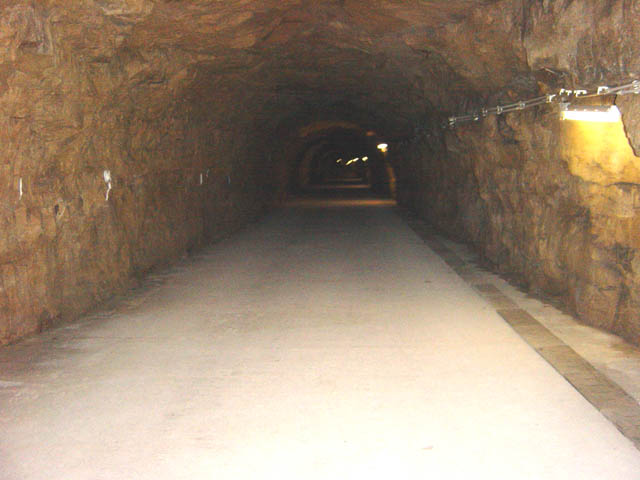
Aquatunnel Stadt Luxemburg Richtung Pfaffenthal

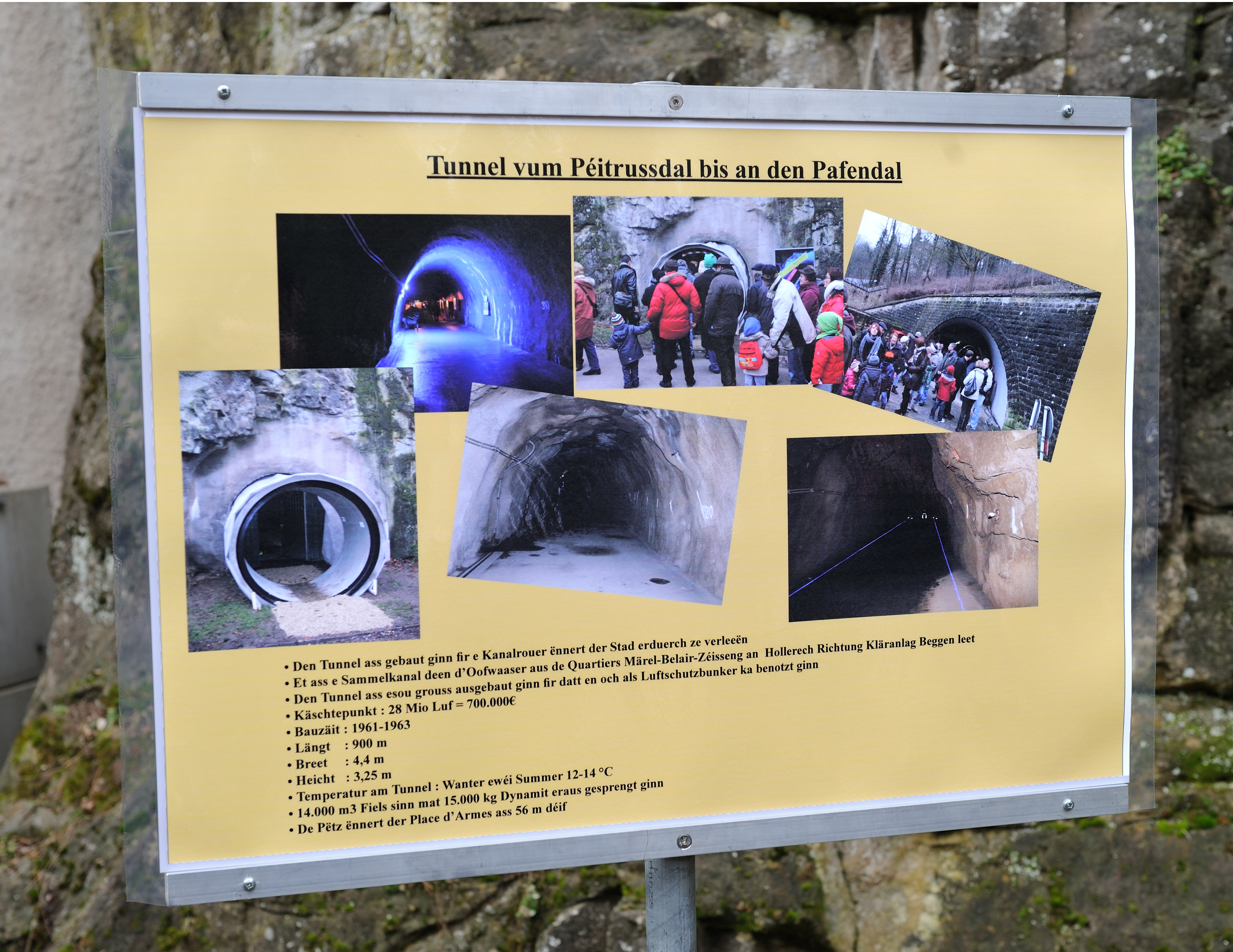
Informationsschild 2011

Die Temperatur im Tunnel beträgt das ganze Jahr durch von 12 bis 14 °C.
In den 1950er Jahren gab es einen Sammelkanal, der Abwasser aus dem Gebiet Merl, Belair und Zessingen durch das Petrusstal, Grund, Clausen und Pfaffenthal bis nach Beggen führte. Er war aber zu klein, um das ganze Abwasser zu transportieren, deswegen musste nach einer Lösung gesucht werden. Da die alte, 3.300 m lange Trasse teilweise unter Häusern verlief, wäre ein Ausbau schwierig und zu teuer gewesen. Daher ersann man den Plan eines neuen, geraden Kanals unter der Stadt. Im Juli 1961 begannen die Arbeiten, und knapp zwei Jahre danach, im August 1963, war der Tunnel fertig in den Fels gesprengt und die Kanalroute verlegt. Auch der Zivilschutz zeigte damals Interesse, den Tunnel als Luftschutzbunker ausbauen zu lassen, was auch teilweise geschehen ist (eine Notbeleuchtung fehlt noch immer).
Der Tunnel unter der Stadt hat auch Verbindung zur Festung Luxemburg: Es gibt einen Zugang zum alten Brunnen des Place d’Armes. Heute können Schulklassen oder Privatleute an Führungen durch den Tunnel teilnehmen.
Am 23. Januar und am 13. Februar 2011 organisierte das Wasseramt der Stadt Luxemburg eine Ausstellung über den Wasserzyklus im Tunnel. Dabei konnten Besucher durch den ganzen Tunnel gehen. Insgesamt hatte die Ausstellung 8.500 Besucher.
Im Rahmen der LUGA 2025 wurde im Tunnel eine Klanginstallation The Lower World der schottischen Künstlerin Suan Philipsz installiert. Im Zuge dessen werden erneut Führungen durch den Tunnel angeboten.